# Hydaticus epipleuricus
Hydaticus epipleuricus är en skalbaggsart som beskrevs av Maurice Régimbart 1891. Hydaticus epipleuricus ingår i släktet Hydaticus och familjen dykare. Inga underarter finns listade i Catalogue of Life.